# クアルナ・ソプラ
クアルナ・ソプラ（伊: Quarna Sopra）は、イタリア共和国ピエモンテ州ヴェルバーノ・クジオ・オッソラ県にある、人口約200人の基礎自治体（コムーネ）。

## 地理

### 位置・広がり
| 隣接するコムーネは以下の通り。 - ジェルマーニョ - ロレーリア - オメーニャ - クアルナ・ソット - ヴァルストローナ |